# Jacquemontia heterantha
Jacquemontia heterantha är en vindeväxtart som först beskrevs av Christian Gottfried Daniel Nees von Esenbeck och Mart., och fick sitt nu gällande namn av Hallier f. Jacquemontia heterantha ingår i släktet Jacquemontia och familjen vindeväxter. Inga underarter finns listade i Catalogue of Life.